# Ейтейзермеден
Ейтейзермеден (нід. Uithuizermeeden) — село в нідерландській провінції Гронінген. Входить до муніципалітету Гет-Гогеланд.
Його площа становить 47,94км², а населення станом на 2021 рік складало 3 275 осіб.
До 1979 року мало статус окремого муніципалітету.

## Галерея

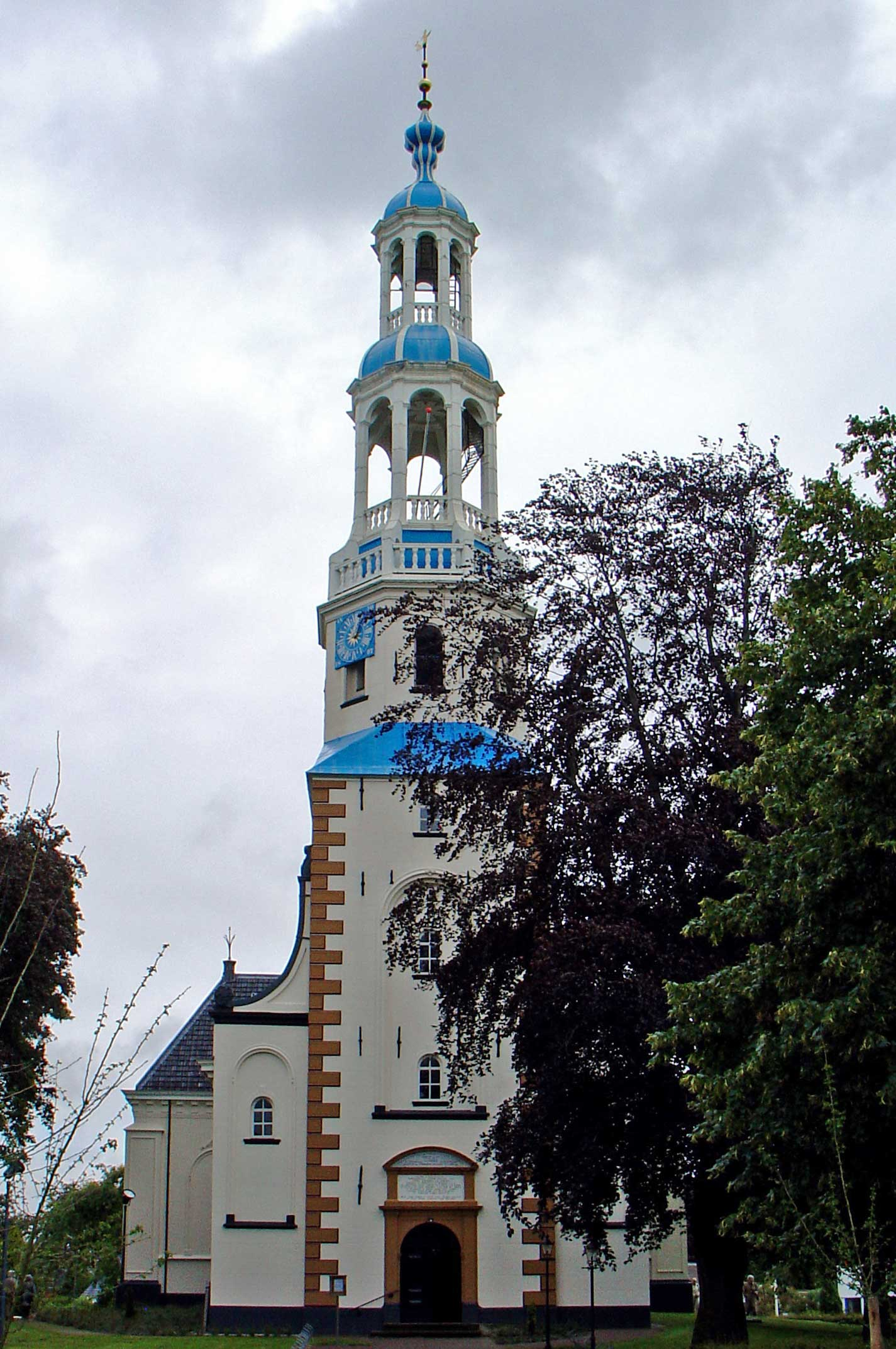
Церква
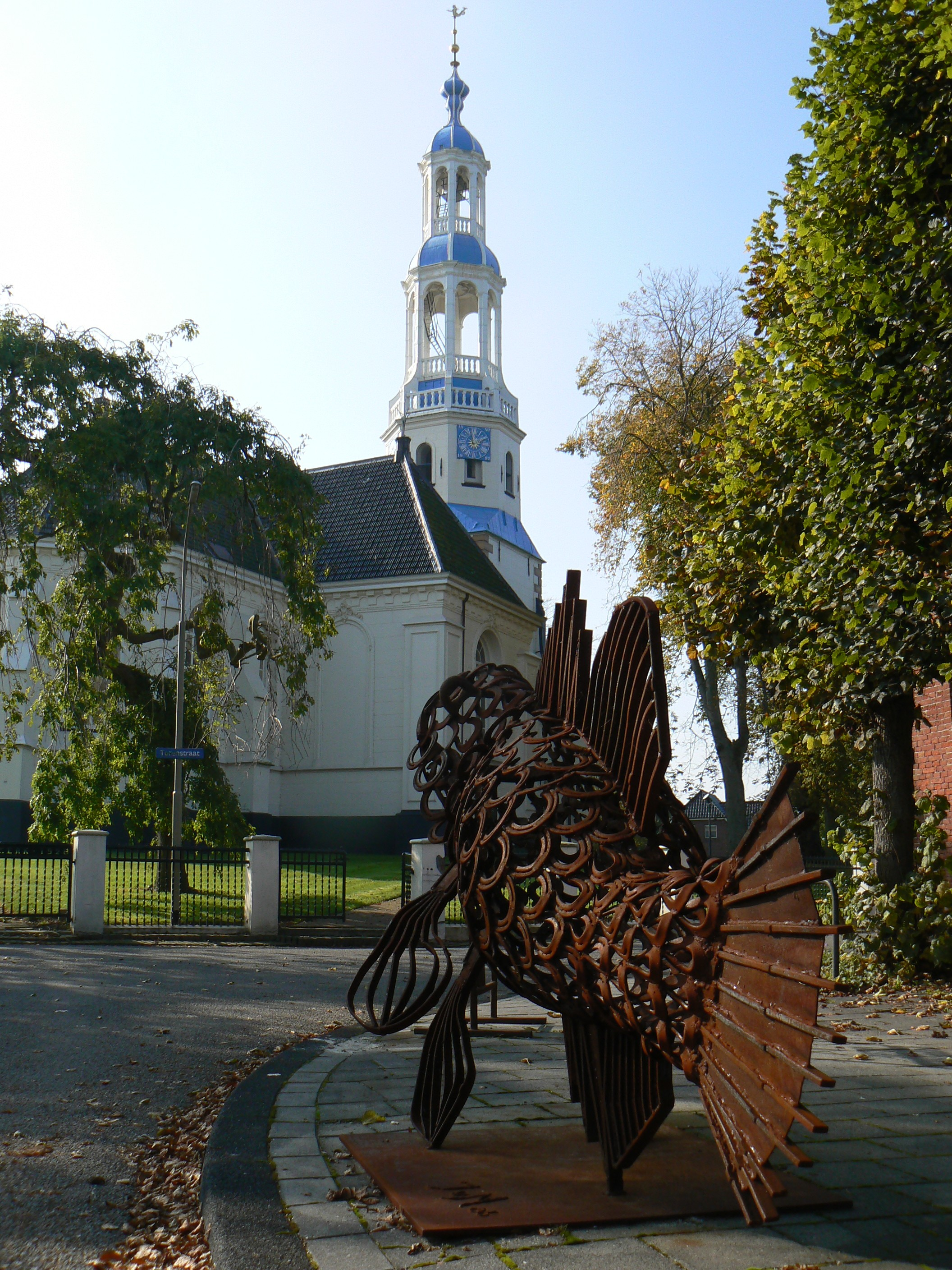
Скульптура Риба на тлі церкви
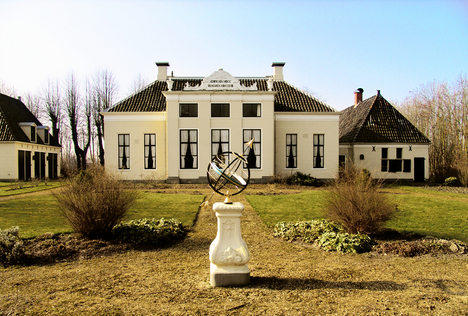
Замок Ренсюмаборг